# Список умерших в 1081 году

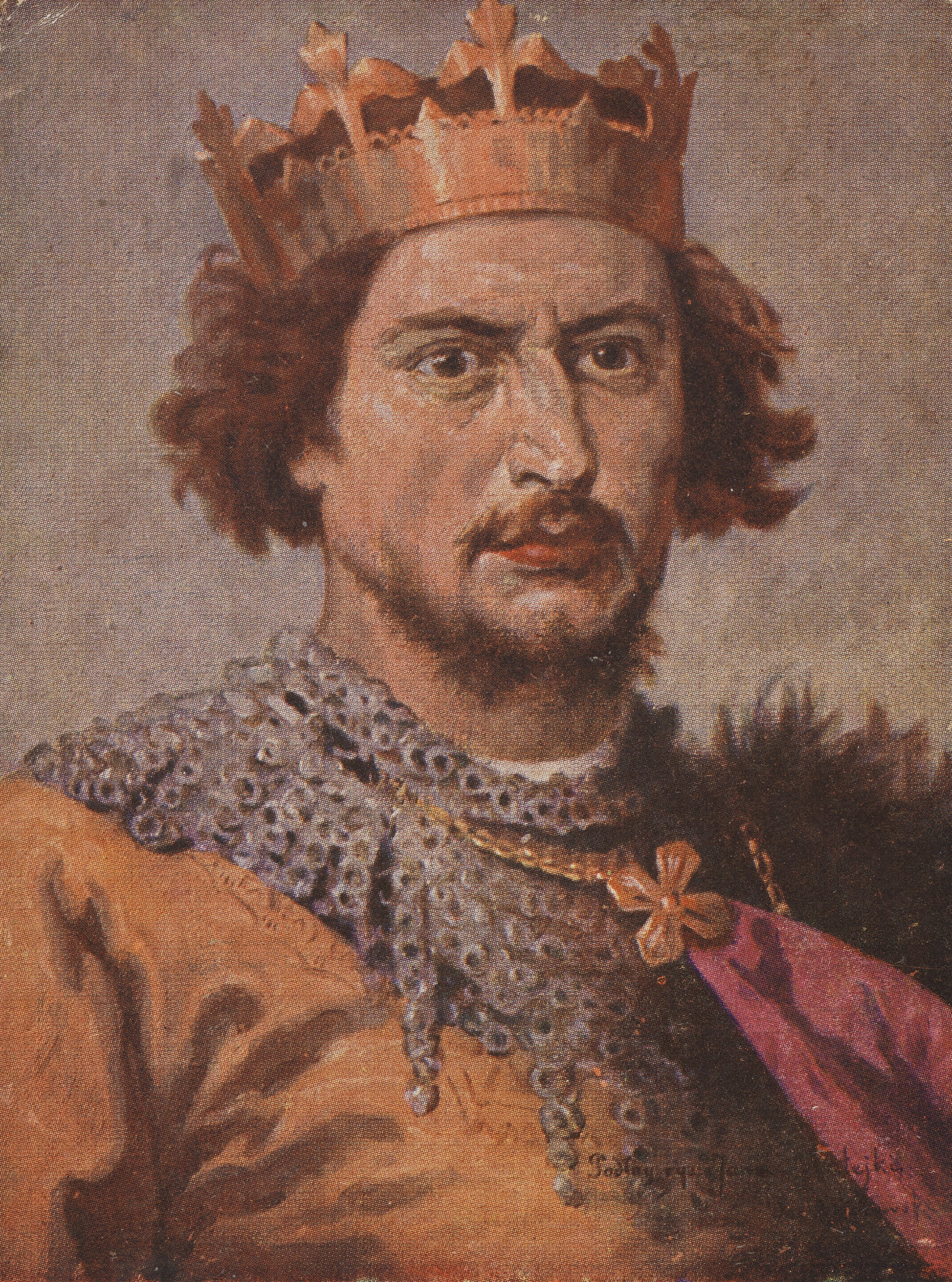
Болеслав II Смелый

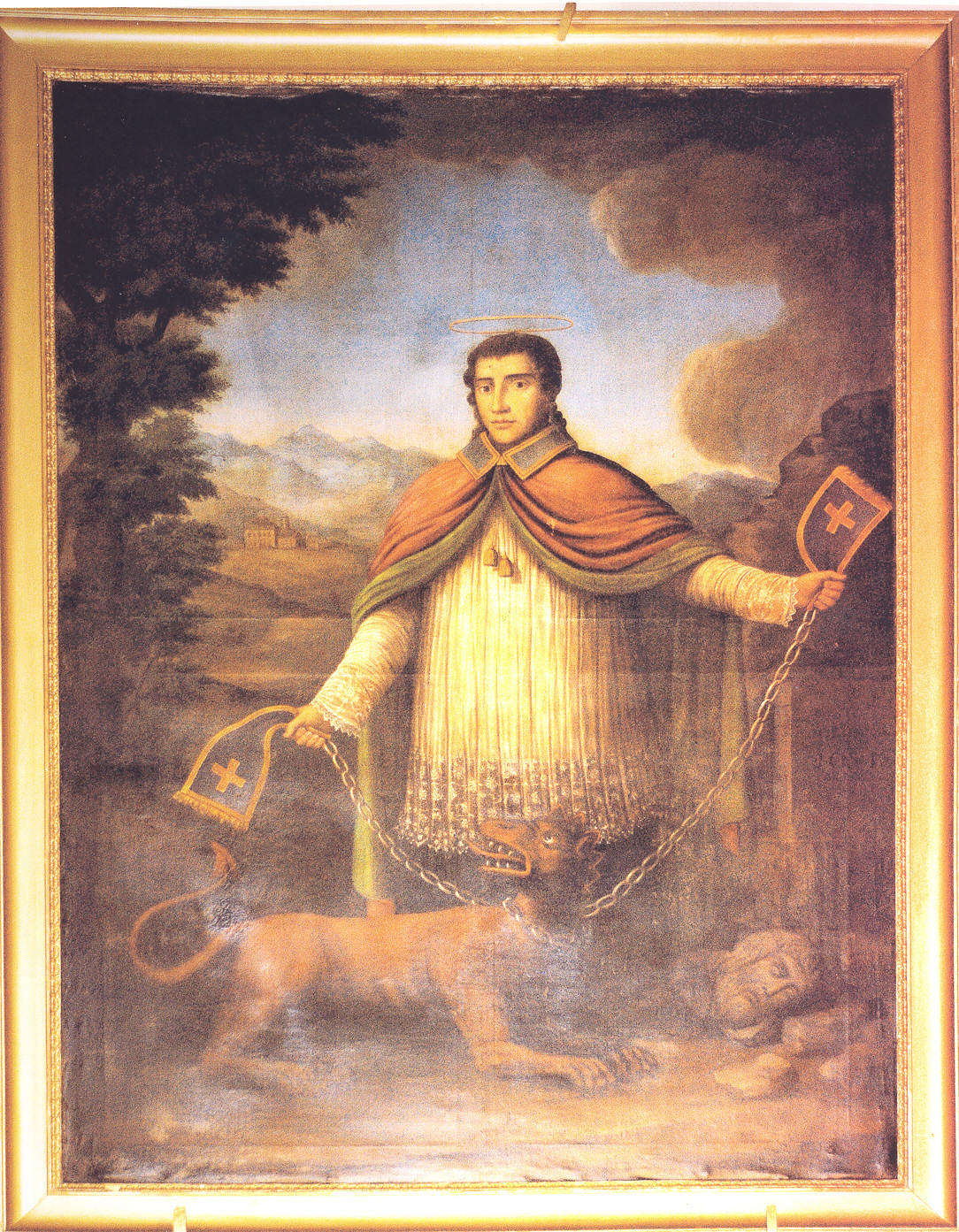
Святой Бернард из Ментона

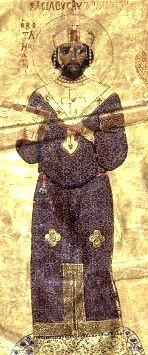
Никифор III Вотаниат

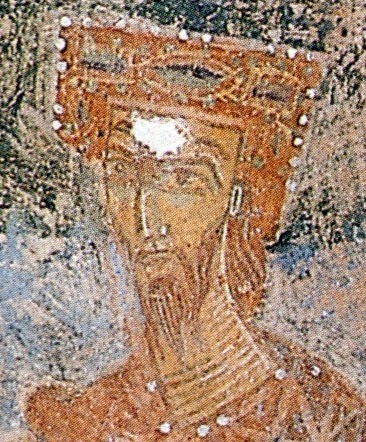
Михайло Воиславлевич

В этой статье представлен список известных людей, умерших в 1081 году.
См. также: Категория:Умершие в 1081 году

## Апрель
- 2 апреля — Болеслав II Смелый — князь Польши (1058—1076), король Польши (1076—1079)

## Июнь
- 15 июня — Святой Бернард из Ментона — основатель монастыря и горного приюта для паломников в Альпах, которые носят его имя и дали имя перевалу Большой Сен-Бернар и породе собак сенбернар, святой Римско-католической церкви.

## Сентябрь
- 26 сентября — Эвен — кардинал, архиепископ Доля.

## Октябрь
- 18 октября:
  - Констанций Дука — сын и соправитель византийского императора Константина X Дуки.
  - Никифор Палеолог — византийский военачальник. Первый известный представитель рода Палеологов. Погиб в битве при Диррахии.

## Декабрь
- 10 декабря — Никифор III Вотаниат — византийский император (1078—1081). Умер в монастыре после низложения.

## Дата неизвестна или требует уточнения
- Абеляр[англ.] — старший сын графа Апулии Онфруа, претендент на титул графа Апулии
- Абу аль-Валид аль-Баджи[англ.] — андалузский поэт
- Артау I — граф Пальярс-Собира (1041—1081).
- Ахмад I аль-Муктадир — шестой независимый эмир Сарагосы (1046—1081).
- Карадог ап Грифид — принц Гвента (1063—1074), король Морганнуга (1074—1081), претендент на трон Дехейбарта (1075—1081). Погиб в битве при Минид-Карн
- Ламберт Херсфельдский — немецкий летописец, агиограф и поэт.
- Михайло Воиславлевич — великий жупан Сербии с 1052 года, первый король Сербии с 1077 года.
- Пьетро II ди Трани[англ.] — граф Трани, по заказу которого был составлен «Ордер моряков» (лат. Ordinamenta Maris), который до сих пор считается одним из старейших морских уставов.
- Трахайарн ап Карадог — король Гвинеда с 1075 года. Погиб в битве при Минид-Карн
- Хариварман IV — царь Тямпы (1074—1081), основатель IX династии.